# Otto Gratzmüller
Otto Gratzmüller war ein deutscher Fußballspieler, der für die Münchener Vereine MTV und FC Bayern aktiv gewesen ist.

## Karriere

### Vereine
Gratzmüller spielte in der Saison 1910/11 in der vom Verband Süddeutscher Fußball-Vereine in vier regionalen Kreisen organisierten Meisterschaft im Ostkreis. In der, im Unterschied zum Vorjahr, erstmals ausgetragenen eingleisigen A-Klasse, der höchsten Spielklasse in Bayern, bestritt er als Stürmer für die Fußballabteilung des MTV München von 1879 seine Spiele und trug am Saisonende zum vierten Platz bei.
In der Folgesaison – zum Stadtrivalen und Ligakonkurrenten FC Bayern München gewechselt – schloss er mit ihm die Saison als Zweitplatzierter ab; am letzten Spieltag noch vom Überraschungsteam, der SpVgg Fürth, um einen Punkt distanziert.

### Auswahlmannschaft
Als Spieler der Auswahlmannschaft des Verbandes Süddeutscher Fußball-Vereine nahm er am Wettbewerb um den Kronprinzenpokal teil. Nachdem im Viertelfinale die Auswahlmannschaft des Westdeutschen Spiel-Verbandes am 9. Oktober 1910 in Köln mit 4:1 und im Halbfinale die Auswahlmannschaft des Verbandes Berliner Ballspielvereine am 13. November 1910 in Frankfurt am Main mit 3:0 bezwungen werden konnte, erreichte er mit seiner Auswahlmannschaft das Finale. Obwohl ihm mit dem Treffer zum 1:1 in der 59. Minute auch ein Tor gelungen war, ging die am 25. Mai 1911 in Berlin angesetzte Begegnung mit der Auswahlmannschaft des Norddeutschen Fußball-Verbandes mit 2:4 n. V. verloren.

## Erfolge
- Zweiter der Ostkreismeisterschaft 1912
- Kronprinzenpokal-Finalist 1911